# Bahaâ Ronda
Bahaâ Ronda (in arabo بهاء رندا‎?; Rabat, 1974) è una cantante marocchina.

## Biografia
Nasce nel 1974 a Rabat da un'antica famiglia della città di origine morisca. Studia fin dalla tenera età l'arte del gharnati con il maestro Ahmed Piro, entrando a far parte dell'orchestra Chabab al-Andalouss.